# 約束 (KinKi Kidsの曲)
『約束』（やくそく）は、KinKi Kidsの28枚目のシングル。 2009年（平成21年）1月28日発売。発売元はジャニーズ・エンタテイメント。

## 解説
前作『Secret Code』以来約5か月でのリリースとなるシングル。通常盤と初回盤があり、通常盤と初回盤はCDジャケットが異なっている。また、初回盤のみしか収録されてない曲がある。

## チャート成績
2009年（平成21年）2月9日付のオリコン週間ランキングで、初週17.1万枚を売上げ、初登場1位を獲得した。デビュー作『硝子の少年』からシングル全作品で首位を獲得し、自身の持つギネス公認記録である「デビューからのシングル首位連続獲得作品数記録」と、オリコン歴代1位記録である「デビュー年からのシングル首位連続獲得年数記録」を、それぞれ28作連続、13年連続に更新した。

## 収録曲

### 初回限定盤
1. 約束
（作詞：浅利進吾 / 作曲：加藤裕介 / 編曲：家原正樹・加藤裕介 / コーラスアレンジ：高橋哲也）
出版者：ブライト・ノート・ミュージック
2. ユメハジメハナ
（作詞：前田たかひろ / 作曲：林田健司 / 編曲：佐久間誠）
出版者：ブライト・ノート・ミュージック
3. 旅立ちの日
（作詞：Satomi / 作曲：松本良喜 / 編曲：CHOKKAKU）
出版者：ブライト・ノート・ミュージック
4. 約束 (Backing Track)

### 通常盤
1. 約束
2. ユメハジメハナ
3. Loving
（作詞・作曲：木下智哉 / 編曲：石塚知生）
出版者：ブライト・ノート・ミュージック

## 楽曲の収録アルバム
- 約束
  - J album
  - The BEST
- ユメハジメハナ

（アルバム未収録）
- 旅立ちの日

（アルバム未収録）
- Loving

（アルバム未収録）

## 映像作品
- 約束
  - J album（初回限定盤）
  - KinKi you DVD（初回限定盤）
  - K album（初回限定盤）